# محمد فريد التهامي
لواء أركان حرب / محمد أحمد فريد التهامي قائد عسكري ومسؤول مصري، من مواليد عام 1947. شغل سابقاً منصب رئيس جهاز المخابرات العامة حتى 21 ديسمبر 2014.

## حياته المهنية
- تخرّج في الكلية الحربية المصرية في ديسمبر 1967 .
- تولّى جميع الوظائف القيادية بالقوات المسلحة المصرية في سلاح المشاة.
- قائد فرقة مشاة ميكانيكي .
- أصبح قائدا للتشكيل التعبوي .
- عُيّن مديرا للمخابرات الحربية والاستطلاع.
- أصدر الرئيس السابق محمد حسني مبارك قراراً جمهورياً بتعيينه رئيسا لهيئة الرقابة الإدارية في 21 مارس 2004.[5]
- أقاله الرئيس السابق محمد مرسي من منصبه كرئيس لهيئة الرقابة الإدارية في 2 سبتمبر 2012 .
- كلّفه الرئيس عدلي منصور برئاسة المخابرات العامة المصرية، خلفاً للواء محمد رأفت شحاتة في 5 يوليو 2013 .